# Impact
Impact是一個由設計師喬佛瑞·李在1965年發表的一個無襯線字體，以Helvetica為基礎，其特粗的筆畫、緊縮的間距以及狹窄内部空間為其特點，正如其名impact（壓緊）所指。此字型的x字高相當大，幾乎接近其大寫字母的三分之二，因此升部相當短小，降部更是如此。因為字體較為粗獷，適合使用在標題上，而且經常出現在內文。
Impact是網頁核心字型的其中一個字體，跟著Microsoft Windows系統一同發布。

## 另見
- 字體
- 無襯線體
- 襯線體
- 字體列表